# Partidul Regiunilor din Moldova
Partidul Regiunilor din Moldova este un partid politic moldovenesc, fondat de către fostul bașcan al Găgăuziei, Mihail Formuzal. Din 2016 este condus de către avocatul Alexandr Kalinin.

## Ideologie
Partidul se autoidentifică de stânga, dar are retorici conservatoare. Partidul se opune aderării la Uniunea Europeană, susținând aderarea la Uniunea Vamală Euroasiatică, precum și unirii Moldovei cu România. Partidul susține limba moldovenească și identiatea moldovenească; în anul 2016, Kalinin îi solicita președintelui rus Vladimir Putin să intervină "pentru a salva poporul moldovenesc", pe care îl identifică drept "ultimul popor slav".